# 미드타운 타워
미드타운 타워(일본어: ミッドタウンタワー 미도타운 타와[*], 영어: Midtown Tower)는 도쿄 미드타운의 상징으로, 높이 248m, 지상 54층, 지하 5층으로 이루어진 마천루이다. 지하 1층 ~ 지상 4층은 갤러리아이며, 5층은 디자인 허브, 6~44층은 야후, 선, 시스코, 시스템 등 기업이 입주해 있으며, 45~53층은 더 리츠칼튼 도쿄 호텔(The Ritz-Calton Tokyo Hotel)로 구성되어 있다. 2014년 3월 7일까지는 도쿄도에서 제일 높은 빌딩이었다.

## 시설

### 오피스 지역 (7층~44층)
미드타운 타워의 오피스 지역은 지상 7층에서부터 44층까지이다. 2014년 현재 입주한 업체는 다음과 같다.
- 야후! 재팬[1]
- 시스코 시스템
- Fast Retailing
- 헐버트 스미스
- 코나미
- 닛코
- State Street Bank

### 리츠칼튼 호텔 도쿄 (45~53층)
45층부터 53층까지는 리츠칼튼 소유의 '리츠칼튼 호텔 도쿄'가 입점해 있다.
총 248개의 객실이 있으며, 스위트 룸은 1박에 26,300달러로 2012년에 세계에서 가장 비싼 호텔 9위에 꼽혔다.

## 같이 보기
- 일본의 마천루 목록
- 도쿄도의 마천루 목록